# Трг слободе (Суботица)
Трг слободе је главни градски трг и центар Суботице. У самом центру трга се налази Градска кућа, подигнута 1912. Окружена је парком, фонтанама и огромним тргом, где се одржавају многи концерти и базари током читаве године.
На Тргу се налази зграда Народног позоришта. На источној страни је Народна библиотека. Споменик Јовану Ненаду је у средини Трга. Недалеко од споменика су две фонтане — Зелена фонтана (1985) и Плава фонтана (2001).